# Arhopala ellisi
Arhopala ellisi är en fjärilsart som beskrevs av Evans 1914. Arhopala ellisi ingår i släktet Arhopala och familjen juvelvingar. Inga underarter finns listade i Catalogue of Life.